# Сан Барбато (Авелино)
Сан Барбато је насеље у Италији у округу Авелино, региону Кампанија.
Према процени из 2011. у насељу је живело 479 становника. Насеље се налази на надморској висини од 427 м.